# Étoile Carouge Football Club
O Étoile Carouge FC é um clube suíço multidesportivo sediado em Carouge. 

## História
O Étoile Carouge foi fundado em 1904. O Étoile Carouge jogou na 1ª Divisão nos seguintes períodos da sua história: 1923-1933, 1934-1935, 1977-1978 e 1997-1998. Até à temporada 2011-12, o Étoile Carouge jogou na 2ª Dvisão, mas desde aí ele tem jogado na 1ª, como já foi abordado.